# صبح صبح (مسرحية)
صبح صبح مسرحية من بطولة الفنان محمد سعد عرضت لأول مرة في السعودية عام 2017

## القصة
سجين يخرج من السجن ويبحث عن اموالة ويصعب علية الامر بعد تغير ملامح الاماكن بعد غياب سنين

## بطولة
- محمد سعد : بوحة .
- حسن حسني : الاب .
- محمد لطفى
- أحمد فتحى : جوف .
- محمد الصاوى
- رامز أمير
- محمد رضوان : عطية .
- حسن عبد الفتاح